# Lijaza
U biohemiji, lijaza je enzim koji katalizuje razlaganje različitih hemijskih veza na način koji se razlikuje od hidrolize i oksidacije, često formirajući novu dvostruku vezu ili nov prsten. Na primer, enzim koji katalizizuje ovu reakciju je lijaza:
Lijaze se razlikuju od drugih enzima po tome što im je neophodan samo jedan supstrat za reakciju u jednom pravcu, a dva supstrata za reverznu reakciju.

## Nomenklatura
Sistematska imena se formiraju kao „supstratna grupa lijaza“. Primeri uobičajenih imena su: dekarboksilaza, dehidrataza, aldolaza, etc. Kad je reverzna reakcija važnija, naziv sintaza se može koristiti u imenu.

## Klasifikacija
Lijaze se klasifikuju kao EC 4 u klasifikaciji enzima EC brojevima. Lijaze se mogu dalje klasifikovati u sedam potklasa:
- EC 4.1 obuhvata lijaze koje raskidaju ugljenik-ugljenik veze, kao što su dekarboksilaze (EC 4.1.1), aldehidne lijaze (EC 4.1.2), okso kiselinske lijaze (EC 4.1.3) i druge (EC 4.1.99)
- EC 4.2 obuhvata lijaze koje raskidaju ugljenik-kiseonik veze, kao što su dehidrataze
- EC 4.3 obuhvata lijaze koje raskidaju ugljenik-azot veze
- EC 4.4 obuhvata lijaze koje raskidaju ugljenik-sumpor veze
- EC 4.5 obuhvata lijaze koje raskidaju ugljenik-halid veze
- EC 4.6 obuhvata lijaze koje raskidaju phosphorus-kiseonik veze, npr adenilatna ciklaza i guanilatna ciklaza
- EC 4.99 obuhvata druge lijaze, kao što su ferohelataze

## Literatura
- [https://web.archive.org/web/20120716211104/http://www.chem.qmul.ac.uk/iubmb/enzyme/EC4/intro.html
- Nicholas C. Price; Lewis Stevens (1999). Fundamentals of Enzymology: The Cell and Molecular Biology of Catalytic Proteins (Third изд.). USA: Oxford University Press. ISBN 019850229X.
- Eric J. Toone (2006). Advances in Enzymology and Related Areas of Molecular Biology, Protein Evolution (Volume 75 изд.). Wiley-Interscience. ISBN 0471205036.
- Branden C; Tooze J. Introduction to Protein Structure. New York, NY: Garland Publishing. ISBN 0-8153-2305-0.
- Irwin H. Segel. Enzyme Kinetics: Behavior and Analysis of Rapid Equilibrium and Steady-State Enzyme Systems (Book 44 изд.). Wiley Classics Library. ISBN 0471303097.
- William P. Jencks (1987). Catalysis in Chemistry and Enzymology. Dover Publications. ISBN 0486654605.